# Unité urbaine de Bourgoin-Jallieu
L'unité urbaine de Bourgoin-Jallieu est une agglomération française centrée sur les communes iséroises de Bourgoin-Jallieu et L'Isle-d'Abeau.
Située dans la vallée de la Bourbre, entre l'unité urbaine de Villefontaine, au nord-ouest, et celle de La Tour-du-Pin à l'est, elle appartient pour une grande part à l'aire d'attraction de Lyon.

## Données générales
En 2010, selon l'Insee, l'unité urbaine était composée de neuf communes.
En 2020, à la suite d'un nouveau zonage, elle est composée des neuf mêmes communes.
En 2022, avec 62 201 habitants, elle représente la 3e unité urbaine du département de l'Isère et occupe le 17e rang dans la région Auvergne-Rhône-Alpes.
En 2022, sa densité de population s'élève à 696 hab/km2. Par sa superficie, elle ne représente que 1,2 % du territoire départemental mais, par sa population, elle regroupe 4,82 % de la population du département de l'Isère.

## Formation
Vue du satellite, cette unité urbaine existe au nord du fait de la jonction entre le hameau de la Grive de Saint-Alban-de-Roche et Bourgoin-Jallieu, et le quartier pavillonnaire des Trois-Vallons de L'Isle-d'Abeau, qui appartenait à Saint-Alban-de-Roche avant 1983. Les Trois-Vallons, s'ils sont plus proches de la gare, sont détachés du centre urbain de L'Isle-d'Abeau par l'ex-nationale, la voie ferrée, l'autoroute, la Bourbre, la ZAC de Sayes et enfin un dénivelé.
Il ne s'agit donc pas d'un secteur construit uni, mais plutôt de plusieurs secteurs d'urbanisation pour certains intercommunaux.
Le quartier Pierre Louve de L'Isle-d'Abeau est séparé par 1,5 km de coupure urbaine de la ZI de Chantereine à Bourgoin-Jallieu. Une voie verte suit la Bourbre à cette hauteur depuis 2016. Les ronds-points du Triforium et du Pont Saint-Michel, conçus comme des centralités pour les deux villes sont distants de 6,5 km par la route.

## Composition 2020 de l'unité urbaine
Elle est composée des neuf communes suivantes :
| Nom                  | Code Insee | Département | Statut       | Superficie (km2) | Population (dernière pop. légale) | Densité (hab./km2) | Modifier                                    |
| -------------------- | ---------- | ----------- | ------------ | ---------------- | --------------------------------- | ------------------ | ------------------------------------------- |
| Bourgoin-Jallieu     | 38053      | Isère       | ville-centre | 24,37            | 29 816 (2022)                     | 1 223              | modifier les données · modifier les données |
| L'Isle-d'Abeau       | 38193      | Isère       | ville-centre | 9,11             | 17 096 (2022)                     | 1 877              | modifier les données · modifier les données |
| Domarin              | 38149      | Isère       | banlieue     | 2,99             | 1 670 (2022)                      | 559                | modifier les données · modifier les données |
| Les Éparres          | 38156      | Isère       | banlieue     | 7,95             | 976 (2022)                        | 123                | modifier les données · modifier les données |
| Maubec               | 38223      | Isère       | banlieue     | 8,57             | 1 920 (2022)                      | 224                | modifier les données · modifier les données |
| Meyrié               | 38230      | Isère       | banlieue     | 3,43             | 1 088 (2022)                      | 317                | modifier les données · modifier les données |
| Nivolas-Vermelle     | 38276      | Isère       | banlieue     | 6,09             | 2 716 (2022)                      | 446                | modifier les données · modifier les données |
| Ruy-Montceau         | 38348      | Isère       | banlieue     | 20,81            | 4 771 (2022)                      | 229                | modifier les données · modifier les données |
| Saint-Alban-de-Roche | 38352      | Isère       | banlieue     | 6,11             | 2 148 (2022)                      | 352                | modifier les données · modifier les données |

## Évolution démographique
| 1968   | 1975   | 1982   | 1990   | 1999   | 2006   | 2011   | 2016   | 2022   |
| ------ | ------ | ------ | ------ | ------ | ------ | ------ | ------ | ------ |
| 27 141 | 30 578 | 32 994 | 38 538 | 46 868 | 51 921 | 55 565 | 58 038 | 62 201 |

#### Données générales
- Unité urbaine en France
- Aire d'attraction d'une ville
- Liste des unités urbaines de France

#### Données démographiques en rapport avec l'unité urbaine de Bourgoin-Jallieu
- Aire d'attraction de Lyon
- Arrondissement de la Tour-du-Pin

#### Données démographiques en rapport avec l'Isère
- Démographie de l'Isère